# Message in a Bottle – Der Beginn einer großen Liebe
Message in a Bottle – Der Beginn einer großen Liebe ist ein US-amerikanisches Filmdrama mit Kevin Costner und Robin Wright aus dem Jahr 1999. Regie führte Luis Mandoki, das Drehbuch schrieb Gerald Di Pego nach dem Roman Weit wie das Meer (Message in a Bottle) von Nicholas Sparks.

## Handlung
Theresa Osborne ist eine in Chicago arbeitende Redakteurin. Nach ihrer Trennung von ihrem untreuen Ehemann hat die alleinerziehende Mutter genug vom Alltagsstress und oberflächlichen Beziehungen und beschließt, ohne Sohn Jason einige Tage allein Urlaub auf Cape Cod zu machen und auszuspannen. Beim täglichen Jogging am Strand findet sie eines Tages eine Flaschenpost. Der anrührende Liebesbrief begeistert nicht nur Theresa, sondern auch alle Frauen in ihrer Redaktion, denen sie davon erzählt. Ihr Chefredakteur veröffentlicht ohne ihr Wissen einen Artikel über die Liebesbotschaft „von G.“.
Das Echo darauf sind eine Flut von Leserbriefen und Hinweise von Lesern auf zwei weitere Flaschenpostbriefe. Neugierig geworden auf den Verfasser und immer noch fasziniert von dessen ehrlichen Liebesbekenntnissen, macht sich die Redakteurin daran, den Unbekannten zu suchen. Ihre Recherchen führen sie schließlich in die Outer Banks von North Carolina. Dort trifft sie auf den wortkargen Bootsbauer Garret Blake. Er hat erst vor kurzem seine junge Frau Catherine verloren und kann noch nicht über deren Tod hinwegkommen. Garret entpuppt sich tatsächlich als der Flaschenpostschreiber.
Vorsichtig und ohne ihm von ihrem Wissen um die Briefe zu erzählen, nähert Theresa sich dem verschlossenen Mann. Beide erkennen, dass sie viel gemeinsam haben und verlieben sich ineinander. Garret besucht Theresa in Chicago, freundet sich auch schnell mit dem Sohn Jason an. Bei seinem Besuch entdeckt Garret jedoch seine beiden Briefe und die Zeitungsartikel. Wie sich herausstellt, ist der dritte Brief nicht von ihm, sondern eine Botschaft seiner Frau, die diese kurz vor ihrem Tod ins Meer geworfen hatte. Garret fühlt sich hintergangen und unterstellt Theresa zunächst, alles nur um der publikumswirksamen Story willen getan zu haben.
Zurück in den Outer Banks, lässt er sich nicht zuletzt nach einer Standpauke seines Vaters Dodge doch von Theresas ehrlicher Liebe überzeugen. Er verfasst einen letzten Brief an seine Frau und will diesen bei einer Tour mit seinem neuen Segelboot Catherine ins Meer werfen. Jedoch wird er von einem aufziehenden Sturm überrascht. Bei der Rettung einer in Seenot geratenen Familie ertrinkt Garret, nachdem er bereits zwei Personen retten konnte.
Sein Vater Dodge kontaktiert Theresa nach dem Geschehen und berichtet ihr von Garrets Tod. Als sie ihn in den Outer Banks aufsucht, überreicht er ihr die Flasche mit Garrets letztem Brief, der an Bord seines Boots gefunden wurde. Theresa liest darin eine Entschuldigung Garrets an Catherine. Er habe in Theresa eine neue Liebe gefunden und wolle um diese kämpfen.

## Soundtrack
| Nr. | Titel                    | Interpret               |
| --- | ------------------------ | ----------------------- |
| 1.  | I Could Not Ask For More | Edwin McCain            |
| 2.  | No Mermaid               | Sinéad Lohan            |
| 3.  | Let Me Let Go            | Faith Hill              |
| 4.  | I Will Know Your Love    | Beth Nielsen Chapman    |
| 5.  | Only Lonely              | Hootie and the Blowfish |
| 6.  | Don’t                    | Yve.N.Adam              |
| 7.  | Carolina                 | Sheryl Crow             |
| 8.  | I Love You               | Sarah McLachlan         |
| 9.  | Fallen Angels            | Marc Cohn               |
| 10. | Somewhere In The Middle  | Nine Sky Wonder         |
| 11. | What Will I Do           | Clannad                 |
| 12. | I’ll Still Love You Then | Anna Nordell            |
| 13. | One More Time            | Laura Pausini           |
| 14. | Theresa & Garret         | Harry Rabinowitz        |
| 15. | Message In A Bottle      | Harry Rabinowitz        |
| 16. | Dear Catherine           | Harry Rabinowitz        |

## Kritiken
Die Kritiken zum Film fielen im Durchschnitt eher negativ aus. So weist Metacritic nur eine Durchschnittswertung von 39 %, basierend auf 23 Kritiken aus.
Vereinzelte Urteile fielen jedoch im Gegenzug sehr positiv aus. So wurden neben den Leistungen der Hauptdarsteller auch die stringent erzählte Handlung und die Kameraarbeit gelobt.

„Gepflegt inszeniertes, solide gespieltes Melodram, das dem Versuch zweier Menschen, den Verlust eines Partners zu verarbeiten, eine sich spirituell entwickelnde Liebe entgegensetzt, die ohne falsche Sentimentalität anrührt.“

„,Message in a Bottle‘ ist ein grossartiger Film, einer, den ich mir sicher mehrmals anschauen werde, auch in Jahren noch, ein Film, der mich nachhaltig beeindruckt hat.“

## Trivia
Obwohl viele Szenen des Films an der Küste von North Carolina spielen, wurden dafür Drehorte ausgewählt, die etwa 1000 km weiter nordöstlich liegen. Der Drehort für Garrets Haus befindet sich in Popham Beach, Maine. Auch die Szenen am Sandstrand wurden dort gedreht.

## Auszeichnungen
Die Deutsche Film- und Medienbewertung FBW in Wiesbaden verlieh dem Film das Prädikat wertvoll.
Der Film hatte 2000 vier Nominierungen für den Blockbuster Entertainment Award. Er gewann aber keine dieser Auszeichnungen.
Daneben erhielt Kevin Costner eine Nominierung für die Goldene Himbeere.

## DVD-Veröffentlichung
- Message in a Bottle. Ufa 2000
- Message in a Bottle. Universum Film GmbH 2009